# Ostrowiacy
Zespół Pieśni i Tańca "Ostrowiacy" z Ostrowa powstał 17 czerwca 1979 z inicjatywy Franciszka Bloka. 

## Historia
W Ostrowie działało kilka rodzinnych kapel przygrywających na weselach i zabawach. W latach 1962–1977 istniał tutaj amatorski teatr "Widmo". Po jego rozwiązaniu powstał zespół "Ostrowiacy", który 17 czerwca 1979 roku założył Franciszek Blok. Pierwszy koncert ZPiT "Ostrowiacy" odbył się dnia 17 listopada 1979 r. W 1983 roku "Ostrowiacy" podczas Światowego Festiwalu Polonijnych Zespołów Folklorystycznych w Rzeszowie gościli w Ostrowie zespół folklorystyczny z Courcelles les Lens z Francji.
W latach późniejszych "Ostrowiacy" wielokrotnie występowali poza granicami kraju w wielu miastach Austrii, Bułgarii, Estonii, Finlandii, Francji, Litwy, Łotwy, Niemiec, Szwecji, Turcji, Ukrainy, Włoch, prezentując tamtejszej publiczności bogaty folklor polski. Miarą sukcesów zespołu są liczne nagrania radiowe i telewizyjne, w których prezentował melodie i przyśpiewki ostrowieckie, przeworskie, rzeszowskie i wiele, wiele innych. Zespół prezentuje żywe na wsi tradycje muzyczno-taneczne. W swoim repertuarze przedstawia główne tańce i przyśpiewki z okolic Przeworska, Rzeszowa, tańce Lasowiaków z terenów położonych w widłach Wisły i Sanu, Pogórzan z okolic Gorlic, Jasła, Krosna, z rodzinnego Ostrowa, krakowskie, lubelskie, łowickie, sądeckie, tańce narodowe i inne. W zespole popularne są różne odmiany polek, oberki, walce. Tańczy się też krakowiaka, mazura, poloneza i wiele innych. Z tego bogatego zestawu wyróżniają się tańce z regionu rzeszowskiego. Cechuje je żywiołowość, dynamika, szybkie tempo, a szczególnie swoboda i elegancja ruchu.
Zespół w czasie swojej 30-letniej działalności koncertował około 600 razy, zarówno w kraju jak i poza jego granicami, m.in. w Austrii, Bułgarii, Estonii, Finlandii, Francji, Litwy, Łotwy, Niemiec, Szwecji, Turcji, Ukrainy i Włoch. W ciągu roku zawsze dawał od dwudziestu do trzydziestu koncertów.
Atutem "Ostrowiaków" jest również duże bogactwo strojów. Kostiumy, w których występują, wiernie dokumentują wzory etnograficzne i historyczne. Harmonijnie współgrają z prezentowanym na scenie folklorem muzyczno-tanecznym. Przed oczami widzów mienią się rozmaitymi barwami kostiumy przeworskie, rzeszowskie, gorlickie, jasielskie, krośnieńskie, lachów sądeckich, krakowskie, lubelskie, łowickie. Pięknie prezentuje się też zespół w strojach historycznych z okresu księstwa warszawskiego i szlacheckich kontuszach Dotychczasowe sukcesy estradowe zawdzięczają "Ostrowiacy" nie tylko swoim talentom i pracowitości członków zespołu, zaangażowaniu jego kierownictwa, ale także opiekunom artystycznym. 
Współautorami sukcesów estradowych zespołu są znani choreografowie: Alicja Haszczak, Irena Kik, Anatol Kocyłowski, Janusz Litko, Bożena Niżańska, Michalina Wojtas, którzy dla potrzeb "Ostrowiaków" opracowali układy taneczne z wielu regionów Polski. Kierownikiem kapeli jest Andrzej Rusinowski. Kierownikiem Artystycznym Zespołu jest Jan Grabski. Grupę taneczną prowadzi Elżbieta Marosz.
W 2019 roku zespół obchodził jubileusz 40–lecia istnienia. 

## Nagrody
- 2019: Nagroda Zarządu Województwa Podkarpackiego w dziedzinie kultury za całokształt działalności[3]
- 2010: Pierwsze miejsce grupy młodzieżowej i drugie grupy dziecięcej na Wojewódzkim Przeglądzie Dziecięcych i Młodzieżowych Zespołów Tańca Ludowego „Garniec” w Łańcucie[4].